# Užgorod
Užgorod (ukrajinsko Ужгород ) je mesto v zahodni Ukrajini, središče istoimenske občine, rajona in Zakarpatske oblasti. Leži na reki Už ob vznožju Karpatov, na meji s Slovaško.
Največja znamenitost mesta je srednjeveški užgorodski grad, v katerem je danes urejen regionalni muzej. 

## Ime mesta
Od prve omembe do konca prve svetovne vojne je bilo mesto znano kot Ungvár (variacije: Gunkbar, Gungvar, Ongvar). Beseda »vár« v madžarščini pomeni utrdbo ali grad, etimologija besede »ung« pa ni znana in o njej obstajajo številne teorije.
Poslovanjeno ime Užgorod se je prvič pojavilo v sredini 19. stoletja pod vplivom narodnostnih gibanj, zlasti med revolucijo na Ogrskem 1848–49. Ime se tedaj ni prijelo in ga je uporabljalo samo nekaj posameznikov iz krogov lokalne inteligence. V uporabo je prišlo šele po prvi svetovni vojni, ko je Zakarpatje pripadlo Češkoslovaški in je nova oblast sklenila imenovati kraje s slovanskimi imeni. Odtlej je z izjemo obdobja 1938–44, ko je bilo Zakarpatje pod madžarsko oblastjo, uradno ime mesta Užgorod.
V slovaščini in češčini je mesto znano kot Užhorod, v romunščini kot Ujgorod, v nemščini pa zgodovinsko kot Ungwar ali Ungstadt.

## Zemljepis
Mesto je približno enako (650–690 km) oddaljeno od treh najbližjih morij – Črnega, Jadranskega in Baltskega – s čimer je najbolj celinsko mesto v tem delu Evrope. Leži ob vznožju Vzhodnih Karpatov na nadmorski višini 120 metrov, najvišjo točko pa predstavlja vzpetina Velika Dajbovecka z 224 metri. Skozi središče mesta teče reka Už, ki jo prečka sedem mostov.
Mesto leži na meji s Slovaško, manj kot 30 kilometrov pa je oddaljena tudi madžarska meja. Razdalja do Kijeva je okoli 800 kilometrov.

## Prebivalstvo
Ob popisu leta 2001 je bila narodnostna sestava prebivalstva naslednja:
- Ukrajinci (vštevši Rusine): 77,8 %
- Rusi: 9,6 %
- Madžari: 6,9 %
- Slovaki: 2,2 %
- Romi: 1,5 %